# Gravity Probe B
Gravity Probe B (GP-B) egy műholdas kísérlet. A műholdat 2004 áprilisában lőtték fel és 2005-ig működött. 
Feladata az általános relativitáselmélet bizonyos előrejelzéseinek kimutatása volt.

## Áttekintés
Az általános relativitáselméletnek alig van kísérleti igazolása. Ezek eddig a gravitációs vöröseltolódás, a tömegek mellett elhaladó fény elhajlása, az idő lelassulása a gravitációs térben és a bolygók perihélium vándorlása. De mind a négy kísérleti bizonyíték a forgásmentes, gömbszimmetrikus Schwarzschild megoldáson alapul. Eggyel bonyolultabb megoldás a Kerr féle, amely már figyelembe veszi a tömegek forgását is. A forgó tömegek (jelen esetben Földünk) forgásából adódó relativisztikus hatások mérésére tervezték a Gravity Probe missziót.
1976-ban sikeresen végrehajtották az első kísérletet (Gravity Probe A (GP-A)), ezért a második fajtát már a tervezéskor Gravity Probe B néven nevezték.

## Működése
A műholdon pörgő giroszkópokat helyeztek el, amelyek forgástengelyeinek változását távoli csillagokhoz viszonyítva vizsgálták. Külső erőhatásoktól mentesen egy giroszkóp tengelye mindig ugyanabba az irányba mutat. De ha a tér „görbült” (ahogy Albert Einstein elmélete leírja), akkor a giroszkóp tengelyének iránya idővel változik. Azaz a giroszkóp elfordul. Ezt az elfordulást a kezdeti irányhoz lépest mérni lehet.
A Gravity Probe B négy giroszkópja a valaha ember által készített gömbök közül a legtökéletesebb. A nagyjából pingponglabda méretű, olvasztott kvarcból és egy ultravékony nióbiumrétegből álló, mintegy 3,8 cm átmérőjű gömbök a tökéletes gömbtől legfeljebb 40 atomnyi eltérést mutatnak. Ha a giroszkópok nem lennének ennyire tökéletesen gömb formájúak, a relativisztikus hatások nélkül is eltérhetnétek a beállított iránytól.
A számítások szerint a Föld közelében lévő görbült téridő a giroszkópok tengelyének irányát évente 0,041 szögmásodperc értékkel módosítja. (a szögmásodperc az 1 fok 1/3600-ad része). A Gravity Probe B tervezett mérési pontossága kisebb 0,0005 szögmásodpercnél. Ez olyan, mintha egy papírlap vastagságát 200 km távolságból kellene meghatározni.

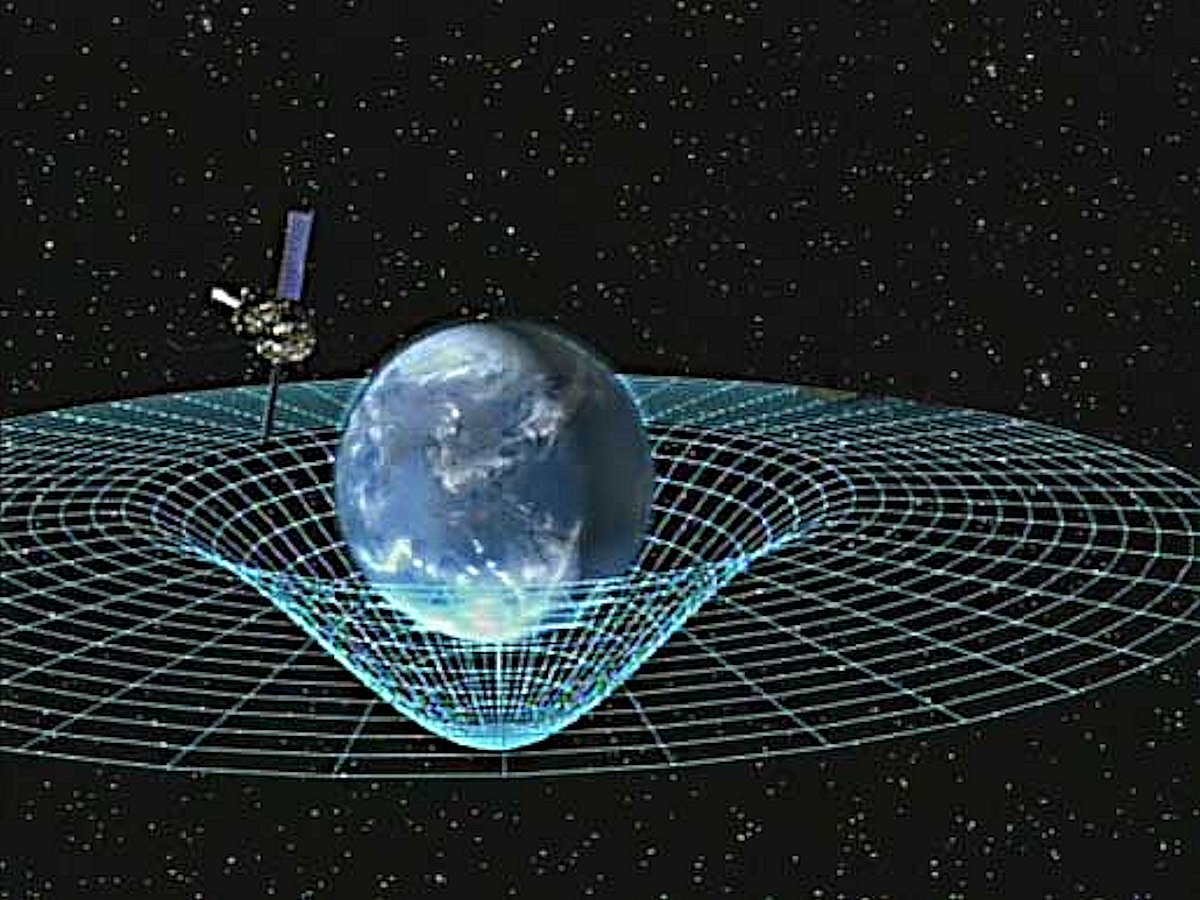
A műhold a Föld által meggörbített tér tulajdonságait mérte

A mérés pontos kivitelezéséhez minden egyéb zavaró körülményt ki kellett küszöbölni. Így 
meg kellett oldani azt is, hogy a Föld mágneses tere ne befolyásolja a mérést.
További zavaró hatások kiküszöbölése végett az egész rendszert -271 °C fokra, azaz 2 kelvinre hűtötték le. A hűtést a folyékony hélium vesztése miatt csak valamivel több mint egy évig tudták fenntartani. Ez alatt történt a mérési adatok felvétele.

## Történet
Gravity Probe A